# 澤連丘克
46°54′10″N 35°6′19″E / 46.90278°N 35.10528°E
澤連丘克（烏克蘭語：Зеленчук）是位於烏克蘭東南部的村莊，由扎波羅熱州梅利托波爾區的塞梅尼夫卡市鎮負責管轄。該村始建於1860年，面積0.4平方公里，海拔高度57米，2001年人口47，人口密度每平方公里117.5人。